# NGC 7561
NGC 7561 – gwiazda znajdująca się w gwiazdozbiorze Ryb. Zaobserwował ją Herman Schultz 5 października 1864 roku i błędnie skatalogował jako obiekt typu „mgławicowego”.